# Poynting-Vektor
Der Poynting-Vektor {\displaystyle {\vec {S}}} (benannt nach dem britischen Physiker John Henry Poynting) kennzeichnet in der Elektrodynamik (einem Teilgebiet der Physik) die Intensität und die Richtung des Energietransports  durch  elektromagnetische Felder. Er gibt an jedem Punkt die Flussdichte der Energie in Abhängigkeit von der dort herrschenden elektrischen Feldstärke {\displaystyle {\vec {E}}} und magnetischen Feldstärke {\displaystyle {\vec {H}}} an. Der Poynting-Vektor  ist daher gleichwertig zur Flächenleistungsdichte.
Für den Poynting-Vektor gilt der Satz von Poynting, der den Energieerhaltungssatz für die Elektrodynamik ausdrückt.

## Mathematische Beschreibung
Der Poynting-Vektor ist ein dreikomponentiger Vektor, der in die Raumrichtung des Energieflusses zeigt. Er berechnet sich als das Kreuzprodukt aus elektrischer Feldstärke {\displaystyle {\vec {E}}} und magnetischer Feldstärke {\displaystyle {\vec {H}}}:
{\displaystyle {\vec {S}}={\vec {E}}\times {\vec {H}}}.
Im Vakuum gilt
{\displaystyle {\vec {S}}={\frac {1}{\mu _{0}}}\,({\vec {E}}\times {\vec {B}})}
mit der magnetischen Feldkonstanten {\displaystyle \mu _{0}} und der magnetischen Flussdichte {\displaystyle {\vec {B}}}.
Sein Betrag entspricht
- einerseits der Leistungsdichte (oder Intensität) des Felds (der Energie, die pro Zeitspanne durch eine Einheitsfläche senkrecht zum Poynting-Vektor hindurchtritt):

{\displaystyle \mathrm {{\frac {Energie}{Fl{\ddot {a}}che\cdot \mathrm {Zeit} }}={\frac {Leistung}{Fl{\ddot {a}}che}}} \ \ \ } SI-Einheit: {\displaystyle \mathrm {{\frac {J}{m^{2}\cdot s}}={\frac {W}{m^{2}}}={\frac {N}{m\cdot s}}} },
- andererseits der Impulsdichte des Felds (der Impuls, der pro Einheitsvolumen im elektromagnetischen Feld gespeichert ist), multipliziert mit dem Quadrat der Lichtgeschwindigkeit {\displaystyle c}:

{\displaystyle \mathrm {\frac {{Impuls}\cdot {Geschwindigkeit}^{2}}{Volumen}} \ \ \ } SI-Einheit: {\displaystyle \mathrm {{\frac {N\cdot s}{m^{3}}}\cdot {\frac {m^{2}}{s^{2}}}={\frac {N}{m\cdot s}}} }.
Damit gilt für die Flussdichte des Impulses
{\displaystyle {\vec {\pi }}={\frac {1}{c}}{\vec {S}}}
Der Poynting-Vektor beschreibt drei der zehn unabhängigen Komponenten des Energie-Impuls-Tensors des elektromagnetischen Feldes in der Relativitätstheorie.

## Betrag des Poynting-Vektors
Der Betrag {\displaystyle \left|{\vec {S}}\right|} des Poynting-Vektors {\displaystyle {\vec {S}}} wird Leistungsdichte, Leistungsflussdichte oder Strahlungsdichte genannt und mit dem Formelzeichen {\displaystyle S} bezeichnet. Ebenso bezeichnen im Folgenden {\displaystyle E,B,H} die Beträge der entsprechenden vektoriellen Größen.
Hochfrequenz-Messgeräte für elektromagnetische Wellen (meist im MHz- oder GHz-Bereich), die in der Prüfung der elektromagnetischen Umweltverträglichkeit und der EMV-Messtechnik ihre Anwendung finden, messen diesen Betrag von {\displaystyle {\vec {S}}} oft in den Einheiten Mikrowatt pro Quadratmeter [µW/m²] oder Milliwatt pro Quadratzentimeter [mW/cm²].
Die nachfolgenden Betrachtungen gelten nur im sogenannten Fernfeld einer Hochfrequenz-Strahlungsquelle (Sendeantenne), denn nur im Fernfeld sind die Größen {\displaystyle {\vec {E}},{\vec {B}}} und {\displaystyle {\vec {H}}} ineinander umrechenbar. Ein Fernfeld liegt im Allgemeinen vor, wenn sich das HF-Messgerät möglichst weit (idealerweise unendlich weit) von der Sendeantenne/Strahlungsquelle befindet, mindestens aber das Vierfache der Wellenlänge {\displaystyle \lambda ={\frac {c}{f}}}. Hier ist {\displaystyle c} die Lichtgeschwindigkeit. Im Nahfeld sind die drei Größen zwar mit Messgeräten, die geeignete Sensoren haben, einzeln messbar, können aber nicht ineinander umgerechnet werden.
Die Leistungsflussdichte ist im Fernfeld proportional zum Quadrat von {\displaystyle E,H} und {\displaystyle B}, die der Theorie nach fest miteinander verkoppelt sind: {\displaystyle Z_{0}={\frac {E}{H}}} mit {\displaystyle H={\frac {B}{\mu _{0}\cdot \mu _{r}}}}.
In der Gleichstromtechnik wird dazu die Formel zur Berechnung der Wirkleistung {\displaystyle P} (Gleichstromleistung)
1) {\displaystyle P=U\cdot I={\frac {U^{2}}{R}}=I^{2}\cdot R}
durch Substitution der elektrischen Spannung {\displaystyle U} gegen die elektrische Feldstärke {\displaystyle E} umgeformt. Der elektrische Strom {\displaystyle I} wird gegen die magnetische Feldstärke {\displaystyle H} ausgetauscht, der (Gleichstrom-)Widerstand {\displaystyle R} wird durch den konstanten Wechselstrom-Wellenwiderstand des Vakuums {\displaystyle Z_{0}} ausgetauscht, der das Verhältnis von Spannung zu Strom {\displaystyle Z_{0}={\frac {U}{I}}}  (genauer von elektrischer Feldstärke {\displaystyle E} zu magnetischer Feldstärke {\displaystyle H}: {\displaystyle Z_{0}={\frac {E}{H}}}) im Feld der elektromagnetischen Welle abbildet. Man erhält nun:
2) {\displaystyle S=E\cdot H={\frac {E^{2}}{Z_{0}}}=H^{2}\cdot Z_{0}}.
Elektrische Größe (elektrische Feldstärke {\displaystyle {\vec {E}}}) und magnetische Größe (entweder magnetische Feldstärke {\displaystyle {\vec {H}}} oder magnetische Flussdichte {\displaystyle {\vec {B}}}) einer elektromagnetischen Welle, z. B. in einer Transversalwelle, stehen in isotropen Materialien im 90°-Winkel aufeinander. In nicht ferromagnetischen Materialien sind magnetische Flussdichte und magnetische Feldstärke proportional zueinander
3) {\displaystyle {\vec {H}}={\frac {\vec {B}}{\mu }}={\frac {\vec {B}}{\mu _{0}\cdot \mu _{r}}}} mit
{\displaystyle \mu =\mu _{0}\cdot \mu _{r}}.
Hierin sind:
- {\displaystyle \mu } die absolute Permeabilität des Mediums,
- {\displaystyle \mu _{0}\approx 4\pi \cdot 10^{-7}\mathrm {\frac {Vs}{Am}} } die magnetische Feldkonstante, eine Naturkonstante,
- {\displaystyle \mu _{r}} die relative Permeabilitätszahl des Mediums, sie ist einheitslos. Sie beschreibt die magnetische Leitfähigkeit eines Stoffes, also dessen Fähigkeit, Magnetfelder als magnetischen Fluss {\displaystyle \Phi } bzw. magnetische Flussdichte {\displaystyle B} zu leiten. {\displaystyle \mu _{r}} ist keine Konstante, sondern eine komplizierte Funktion der magnetischen Feldstärke und der Vorgeschichte (Vormagnetisierung) des Materials vor Veränderung der aktuellen magnetischen Feldstärke {\displaystyle {\vec {H}}}.

Substituiert man die magnetische Feldstärke {\displaystyle H} durch die magnetische Flussdichte {\displaystyle B} und die absolute Permeabilität {\displaystyle \mu } in Formel 2) mittels Formel 3) sowie {\displaystyle Z_{0}={\sqrt {\frac {\mu _{0}\cdot \mu _{r}}{\varepsilon _{0}\cdot \varepsilon _{r}}}}} und {\displaystyle c={\frac {1}{\sqrt {\varepsilon _{0}\varepsilon _{r}\cdot \mu _{0}\mu _{r}}}},} erhält man zusätzlich die folgenden Varianten dieser Gleichung:
4) {\displaystyle S=E\cdot H={\frac {E^{2}}{Z_{0}}}=H^{2}\cdot Z_{0}={\frac {E\cdot B}{\mu _{0}\cdot \mu _{r}}}={\frac {B^{2}}{(\mu _{0}\cdot \mu _{r})^{2}}}\cdot Z_{0}={\frac {B^{2}}{(\mu _{0}\cdot \mu _{r})^{2}}}\cdot {\sqrt {\frac {\mu _{0}\cdot \mu _{r}}{\varepsilon _{0}\cdot \varepsilon _{r}}}}={\frac {c}{\mu _{0}\cdot \ \mu _{r}}}\cdot B^{2}={\frac {c}{\mu }}\cdot B^{2}.}
Für das Vakuum ist {\displaystyle \mu _{r}=1}, was praktisch auch für Luft unter Normalbedingungen (0 °C, 1013,25 hPa) gültig ist. Ferromagnetische Metalle oder Legierungen haben große bis sehr große Permeabilitätszahlen. Nichtmagnetische Metalle (z. B. Aluminium, Kupfer, Messing, Quecksilber) und Substanzen, also paramagnetische oder diamagnetische, haben fast immer relative Permeabilitätszahlen, die unwesentlich geringer als 1 sind.
Die Dielektrizitätszahl {\displaystyle \varepsilon _{\mathrm {r} }} von Luft unter Normalbedingungen beträgt etwa {\displaystyle \varepsilon _{\mathrm {r} }\approx 1{,}00059}, ihre Permeabilitätszahl {\displaystyle \mu _{\mathrm {r} }} ist nur geringfügig größer als 1. Der Wellenwiderstand der Atmosphäre ist mit ungefähr {\displaystyle 376{,}62\;\Omega } gegenüber dem Wellenwiderstand des Vakuums um gut {\displaystyle 0{,}1\;\Omega } reduziert.

### Sinusquadrat-Leistungsflussdichte S(t)
Gleichung 4) gilt für sinusförmige Verläufe der Größen {\displaystyle E,B} und {\displaystyle H}, entweder für die aktuellen Zeitwerte dieser Größen (in der Elektrotechnik üblicherweise als Kleinschreibung der Formelzeichen), für deren quadratische Mittelwerte (Effektivwerte) oder für deren Spitzenwerte.
Wegen der Quadrierung einer der drei Größen muss der Betrag der Leistungsflussdichte {\displaystyle S} bei sinusförmigem Verlauf von {\displaystyle E,H} und {\displaystyle B} letztlich einer Sinusquadratfunktion entsprechen, wie sie auch bei der Wechselstrom-Wirkleistung eines Sinustromes oder einer Sinusspannung an konstantem Verbraucherwiderstand R auftritt. Daher sind im Falle sinusförmiger Verläufe Spitzenwert und Mittelwert der Leistungsflussdichte {\displaystyle S} um den Faktor 2 verschieden: {\displaystyle {\sqrt {2}}\cdot {\sqrt {2}}=2} (Produkt zweier Scheitelfaktoren für Sinuskurven ist 2) und somit:
{\displaystyle {\hat {S}}=2\cdot S_{\mathrm {eff} }}.
Bei sinusförmigem Verlauf von {\displaystyle E,H} und {\displaystyle B} verläuft also {\displaystyle S} nach einer Sinusquadratfunktion, daher ist der Spitzenwert von {\displaystyle S} das Zweifache des Mittelwerts. Der Spitzenwert von {\displaystyle E,H} und {\displaystyle B} ist jedoch nur das {\displaystyle {\sqrt {2}}}-fache des quadratischen Mittelwerts dieser drei Größen. Außerdem zeigt der zeitliche Verlauf von {\displaystyle S} nur positive Werte, da die negativen Werte von {\displaystyle E,H} und {\displaystyle B} durch Quadrierung der Sinusfunktion als Sinusquadratkurve positiv werden. Dadurch hat die Sinusquadratfunktion der Leistungsflussdichte {\displaystyle S} bei sinusförmigem Verlauf von {\displaystyle E,H} und {\displaystyle B} jeweils die doppelte Frequenz dieser Größen. Es gibt also keine negativen Werte der Leistungsflussdichtenfunktion {\displaystyle S(t)}, wie es auch keine negative Leistung gibt.
Da die mittlere Wirkleistung {\displaystyle P} einer Sinus-Wechselspannung an konstantem Lastwiderstand das Produkt der Effektivwerte von Spannung {\displaystyle U} und Strom {\displaystyle I} ist, gilt dies übertragen auch für die mittlere Leistungsflussdichte {\displaystyle S}, die aus dem Produkt der quadratischen Mittelwerte von elektrischer Feldstärke {\displaystyle E} und magnetischer Feldstärke {\displaystyle H} berechnet wird.

## Beispiele

### TEM-Wellen
Bei transversalelektromagnetischen Wellen (TEM-Wellen) ist die Leistungsdichte gegeben durch
{\displaystyle S={\frac {E^{2}}{Z_{0}}}},
wobei {\displaystyle Z_{0}} der Wellenwiderstand des Vakuums {\textstyle \left(Z_{0}={\sqrt {\frac {\mu _{0}}{\varepsilon _{0}}}}=\mu _{0}c_{0}\approx 376{,}73\,\Omega \right)} ist.
In obigen Gleichungen sind die Feldgrößen zeitabhängig gemeint.
Für den zeitlichen Mittelwert {\displaystyle {\overline {S}}} der Leistungsdichte über eine Periodendauer {\displaystyle \textstyle T} gilt
{\displaystyle {\overline {\left|{\vec {S}}\right|}}={\frac {E_{\text{eff}}^{2}}{Z_{0}}}={\frac {{\hat {E}}^{2}}{2\cdot Z_{0}}},}
wobei der Effektivwert {\textstyle E_{\text{eff}}={\frac {\hat {E}}{\sqrt {2}}}} durch die Amplitude {\displaystyle {\hat {E}}} der sinusförmigen elektrischen Feldstärke gegeben ist.
Hinweis: Bei sinusförmigem Verlauf von {\displaystyle E} verläuft {\displaystyle S} nach einer Sinusquadrat-Funktion, daher ist der Spitzenwert von {\displaystyle S} das Zweifache von dessen Mittelwert. Für {\displaystyle E}, das sinusförmig verläuft, ist dessen Spitzenwert aber nur das {\displaystyle {\sqrt {2}}} = 1,414213562…-Fache vom quadratischen Mittelwert (Effektivwert).
In isotropen optischen Medien ist der Poynting-Vektor parallel zum Wellenvektor. In anisotropen optischen Medien, z. B. doppelbrechenden Kristallen, gilt dies im Allgemeinen nicht.

### Energieausbreitung im Koaxialkabel

Feldlinienbild im Koaxialkabel bei der TEM-Grundmode

Der typische Betrieb eines Koaxialleiters erfolgt bei Wellenlängen, die größer sind als der Durchmesser des Koaxialleiters. In diesem Frequenzbereich, der sich typischerweise von Gleichstrom bis in den einstelligen GHz-Bereich erstreckt, breitet sich die Energie in der Koaxialleitung als TEM-Grundmode aus. Das zugehörige Feldlinienbild sieht dann aus wie im nebenstehenden Bild.
Bei ideal leitendem Material nimmt der Poyntingvektor ausschließlich im Bereich zwischen Außen- und Innenleiter einen von null verschiedenen Wert an. Innerhalb des Innenleiters verschwindet er, weil die elektrische Feldstärke gleich null ist, außerhalb des Außenleiters verschwindet er, weil der magnetische Feldvektor gleich null ist. Denn die magnetischen Wirkungen der entgegengesetzt gleichen elektrischen Ströme in Innen- und Außenleiter heben einander auf.
Im Raum zwischen Innen- und Außenleiter stehen E- und H-Felder überall senkrecht aufeinander und der Poyntingvektor zeigt in Längsrichtung des Koaxialleiters. Das bedeutet, der Energiefluss im Koaxialleiter findet ausschließlich in diesem Zwischenraum statt, der auch ein Dielektrikum enthalten kann. Diese Aussage gilt auch für die Übertragung von elektrischer Leistung mit Gleichspannungen und -strömen.
Auch das Verhalten eines widerstandsbehafteten Leiters lässt sich im Feldmodell erklären. Die folgende Darstellung erfolgt anhand des im Bild dargestellten Koaxialleiters: Hat der Leiter einen von null verschiedenen endlichen Widerstand, so gehört zum Stromfluss entsprechend dem ohmschen Gesetz ein elektrisches Feld im Leiter. Dieses Feld zeigt im Innenleiter in Längsrichtung (x) des Leiters und ist im Mantelleiter in die entgegengesetzte Richtung (o) gerichtet. Die veränderte Feldverteilung bewirkt, dass auch im Dielektrikum das elektrische Feld eine Komponente in Längsrichtung erhält. Der zu E und H orthogonale Poyntingvektor {\displaystyle S} weist infolgedessen eine radiale Feldkomponente auf. Diese beschreibt den Übergang der Energie vom Dielektrikum ins Metall.

### Poyntingvektor bei statischen Feldern

Poyntingvektor in einem statischen Feld. Das elektrische Feld E zeigt radial nach innen, das Magnetfeld H senkrecht in die Zeichenebene. Der Poynting-Vektor S zeigt an jedem Punkt im Sinne einer Rotation im Uhrzeigersinn.

Statische E- und H-Felder, die nicht parallel oder antiparallel zueinander stehen, bewirken einen Energiefluss {\displaystyle {\vec {S}}={\vec {E}}\times {\vec {H}}}. Ein alltägliches Anwendungsbeispiel ist die Energieübertragung von der Quelle zum Verbraucher durch ein Netzwerk, das mit Gleichstrom (oder Wechselstrom genügend niedriger Frequenz) betrieben wird (siehe Absatz zum Ohmschen Widerstand im Artikel Satz von Poynting). 
Der Energiefluss in statischen Feldern kann auch durch seine mechanischen Wirkungen nachgewiesen werden.

#### Zylinderkondensator
Zur Veranschaulichung (siehe nebenstehendes Bild) wird ein geladener Zylinderkondensator betrachtet, der sich in einem H-Feld befindet, das z. B. von einem Permanentmagneten erzeugt wird. Wird der Kondensator durch einen radialen Draht entladen, wirkt auf die bewegten Ladungsträger im Draht die Lorentzkraft {\displaystyle q\cdot ({\vec {v}}\times {\vec {B}})}, die im Sinne des roten Pfeils wirkt und den Zylinderkondensator (bei geeigneter Aufhängung) in Rotation versetzt. Das ist deshalb keine Verletzung des Drehimpulserhaltungssatzes, weil ein gleich großer Drehimpuls vor der Entladung im Energiefluss des statischen E- und H-Felds gespeichert war. Die Berechnung des Poyntingvektors ergibt hier einen geschlossenen kreisförmigen Fluss elektromagnetischer Energie. Der Energieflussdichte {\displaystyle S} entspricht eine Impulsflussdichte {\displaystyle S/c}, die aufgrund ihrer Kreisform auch einen Drehimpuls besitzt ({\displaystyle c} ist die Lichtgeschwindigkeit). (Anderes statisches Beispiel: s. Feynman)

#### Draht welcher von Gleichstrom durchflossen wird
Der Poynting-Vektor kann auch auf einen von Gleichstrom durchflossenen Draht angewandt werden.

Poynting-Vektor um einen stromdurchflossenen Draht. Der Poynting-Vektor zeigt auf den Draht, was zeigt, dass Energie aus den Feldern in den Draht fließt (und dort als Wärme dissipiert).

#### Einfacher Stromkreis
In einem einfachen Stromkreis sieht die Situation wie im nebenstehenden Bild dargestellt aus. Da das elektrische Feld außerhalb des Leiters deutlich größer ist, als innerhalb und die magnetische Flussdichte sehr schnell abfällt, fließt die meiste Energie durch die Felder in unmittelbarer Nähe des leitenden Drahtes.

Poynting-Vektoren in einem einfachen DC-Stromkreis